# Rumsen
Rumsen (Monterey Costanoans, Rumsien), pleme američkih Indijanaca nekad nastanjeno od rijeke Pajaro do Point Sura u Kaliforniji. Rumseni čine jednu od 8 glavnih skupina Costanoan Indijanaca, a označavani su i imenom Monterey Costanoan. Njihov teritorij nalazio se uz južnu obalu zaljeva Monterey, južno od Awaswasa i zapadno od Mutsuna. Prvi kontakt s Europljanima bio je 1602. sa španjolskim vojnikom i istraživačem Sebastián Vizcaíno (1548-1624). Za vrijeme španjolske prisutnosti Rumseni su smješteni na misiju San Carlos Borromeo de Carmelo koja je 1770 utemeljena kod indijanskog sela Tamo. Posljednji govornik ovog jezika bila je Isabella ili Isabelle Meadows, kćerka i jedno od petoro djece James Meadowsa (1817-1902) iz Norfolka u Engleskoj koja je umrla 1938. 
Njihovi potomci danas žive pod imenom Costanoan Rumsen Carmel Indian Tribe, a poglavica im je Tony Cerda.

## Vanjske poveznice
- Costanoan Rumsen Carmel Tribe
- Mitovi